# Global Marine Systems
Global Marine Systems est une entreprise britannique qui installe, maintient et répare les câbles sous-marins destinés aux télécommunications et à la transmission d'énergie électrique.